# Micronycteris brosseti
Espèce
Répartition géographique
Statut de conservation UICN

 DD  : Données insuffisantes
Micronycteris brosseti, le Micronyctère de Brosset, est une espèce sud-américaine de chauves-souris de la famille des Phyllostomidae.

## Description
Micronycteris brosseti a une longueur totale comprise entre 52 et 61 mm, la longueur de l'avant-bras entre 31,5 et 34 mm, la longueur de la queue entre 10 et 14 mm, la longueur du pied entre 10 et 11 mm, la longueur du oreilles entre 18 et 20 mm et un poids allant jusqu'à 8 g.
La fourrure est longue. Les parties dorsales sont brunâtres avec la base des poils blanche, tandis que les parties ventrales sont gris clair ou jaune brunâtre clair. Le museau est allongé, la feuille nasale est bien développée, lancéolée et dont la partie antérieure n'est reliée à la lèvre supérieure qu'à la base, tandis que sur la lèvre inférieure se trouve un coussinet charnu en forme de V. Les oreilles sont grandes, ovales et reliées sur la tête par une membrane peu développée avec un creux central peu profond. Le tragus est court, triangulaire et avec un petit creux à la base du bord postérieur. La queue est environ la moitié de la longueur de la grande membrane interfémorale. Le calcar est plus long que le pied.

## Répartition
L'espèce Micronycteris brosseti est présente dans le centre du Guyana, le nord de la Guyane, le nord-est du Pérou et l'État de São Paulo, au sud du Brésil. Elle est probablement également présente dans le sud de la Colombie et au Venezuela, ainsi que dans l'État du Pará, au nord du Brésil.
Elle vit dans les forêts tropicales primaires.

## Comportement

### Habitation
Il se réfugie dans les cavités des arbres.

### Alimentation
Il se nourrit principalement d'insectes et parfois de fruits.

## Classification
Le nom valide complet (avec auteur) de ce taxon est Micronycteris brosseti Simmons (d) & Voss (d), 1998.
Il est classé dans le sous-genre Leuconycteris.

### Étymologie
Son épithète spécifique brosseti ainsi que son nom vernaculaire, « de Brosset », lui ont été donnés en l'honneur d'André Brosset, spécialiste français des chauves-souris.

### Publication originale
- Micronyctère de Brosset (taxon).